# سوسیالیست‌های دموکراتیک آمریکا
دموکراتیک سوسیالیست‌های آمریکا (به انگلیسی: Democratic Socialists of America) (DSA) سازمانی متشکل از اعضای با جهت‌گیری سوسیالیست دموکراتیک، سوسیال دمکرات و کارگری در ایالات متحده آمریکا است.
ریشه‌های این سازمان به حزب سوسیالیست آمریکا برمی گردد که برجسته‌ترین رهبران آن یوجین دبز، نورمن تامس و مایکل هرینگتن بودند. در سال ۱۹۷۳ هرینگتن، رهبری یک جناح اقلیت که گردش این حزب به راست و دگرگونی آن به سوسیال دمکرات‌ها، یواس‌ای را در جریان کنوانسیون ملی حزب برنمی‌تابید، کمیته سازماندهی سوسیالیست دمکراتیک (DSOC) را تشکیل داد. دیگر جناحی که در پی کنوانسیون جدا شد حزب سوسیالیست یواس‌ای بود که حزب دمکراتیک سوسیالیست مستقل باقی مانده است. DSOC به زودی تبدیل به بزرگ‌ترین گروه سوسیالیست دمکراتیک در آمریکا شد و در سال ۱۹۸۲ با جنبش آمریکایی جدید ادغام شد و DSA را تشکیل داد.
DSA امروزه نه تنها با اختلاف زیاد بزرگ‌ترین سازمان سوسیالیستی در آمریکا در قرن ۲۱ ام بلکه در بیش از یک قرن گذشته بزرگ‌ترین سازمان سوسیالیستی در آمریکا است. با هجوم جوانان در واکنش به ریاست جمهوری دونالد ترامپ عضویت این سازمان به ۳۲۰۰۰ در پایان سال ۲۰۱۷ افزایش پیدا کرده است. در انتخابات سال ۲۰۱۸ الکسندریا اوکازیو-کورتز و رشیده طلیب دو تن از اعضای DSA به مجلس نمایندگان ایالات متحده انتخاب شدند.
که از بدو تأسیس انترناسیونال سوسیالیست در سال ۱۹۸۲ عضو آن بوده در اوت ۲۰۱۷ بر سر آنچه سیاست‌های اقتصادی نئولیبرال خواند از این سازمان جدا شد.